# Viçosa (Rio Grande do Norte)
Viçosa est une municipalité brésilienne située dans l'État du Rio Grande do Norte.